# دم‌چلچله‌ای جنوبی
دم‌چلچله‌ای جنوبی (انگلیسی: Scarce swallowtail) از تیره پروانه‌های دم‌چلچله‌ای می باشد.